# Ubaldo Jiménez
Ubaldo Jiménez García (nacido el 22 de enero de 1984 en Nagua) es un lanzador dominicano de Grandes Ligas que juega como abridor de los Orioles de Baltimore. Lanzó el primer no-hitter en la historia de los Rockies de Colorado el 17 de abril de 2010, contra los Bravos de Atlanta.

## Carrera

### Colorado Rockies (2006-2011)
Jiménez hizo su debut en las Grandes Ligas el 26 de septiembre de 2006. Entró como relevista de los Rockies de Colorado en la octava entrada de una derrota en casa 11-4 ante los Dodgers de Los Ángeles. Permitió dos hits sin carreras. Haría su primera apertura en Grandes Ligas el 1 de octubre contra los Cachorros de Chicago, en el último partido de la temporada regular. Jiménez permitió tres hits y tres carreras limpias en un lapso de 6 innings y dos tercios en una derrota 8-5. Salió sin decisión.
Jiménez obtuvo su primera victoria en Grandes Ligas el 29 de julio de 2007 contra los Dodgers de Los Ángeles. Lanzó seis entradas, permitiendo cuatro hits y dos carreras limpias. Los Rockies ganaron el partido, 9-6. El 5 de septiembre, tuvo la distinción de ser el lanzador que entregó el último jonrón en la carrera de Barry Bonds su número 762. Jiménez hizo su debut de postemporada en las Grandes Ligas el 6 de octubre en el Juego 3 de la Serie Divisional de la Liga Nacional de 2007 contra los Filis de Filadelfia. Abrió el juego y lanzó seis entradas, permitiendo tres hits y una carrera limpia, como parte de una victoria de 2-1 (el triunfo le dio a los Rockies una barrida en la serie sobre los Filis). Sin embargo, Jiménez salió sin decisión. Abrió su segundo partido consecutivo en la postemporada el 12 de octubre, que fue el Juego 2 de la Serie de Campeonato de la Liga Nacional de 2007 contra los Diamondbacks de Arizona. Lanzó cinco entradas, permitiendo un hit y una carrera limpia. Los Rockies finalmente ganaron el juego, 3-2, pero Jiménez salió sin decisión por segunda vez consecutiva en postemporada. Colorado barrió a Arizona y se enfrentó a los Medias Rojas de Boston en la Serie Mundial de 2007. Jiménez abrió el Juego 2, sufriendo una derrota por 2-1 en Boston. Permitió tres imparables y dos carreras limpias en cuatro innings y dos tercios. Boston eventualmente barrería a Colorado.
En 2008, Jiménez terminó con récord de 12-12 con una efectividad de 3.99. Sus 34 salidas lideró la Liga Nacional. Tiró la recta más rápida entre los abridores de las Grandes Ligas, promediando 94.9 mph.
Durante la temporada baja de 2008, Jiménez firmó un contrato por cuatro años de $10 millones de dólares con una opción del club hasta el año 2013-14. En la temporada 2009, terminó con récord de 15-12 con una efectividad de 3.47, su segunda temporada completa como un abridor en las Grandes Ligas. Jiménez lanzó al menos seis innings en un récord de franquicia de 25 partidos consecutivos del 1 de mayo al 7 de septiembre.
Jiménez lanzó para la República Dominicana en el Clásico Mundial de Béisbol 2009. El 10 de marzo, estableció un récord de ponches en una apertura, abanicando a 10 de los 13 bateadores que enfrentó durante sus 65 lanzamientos, una salida de cuatro entradas en la primera ronda contra Holanda.

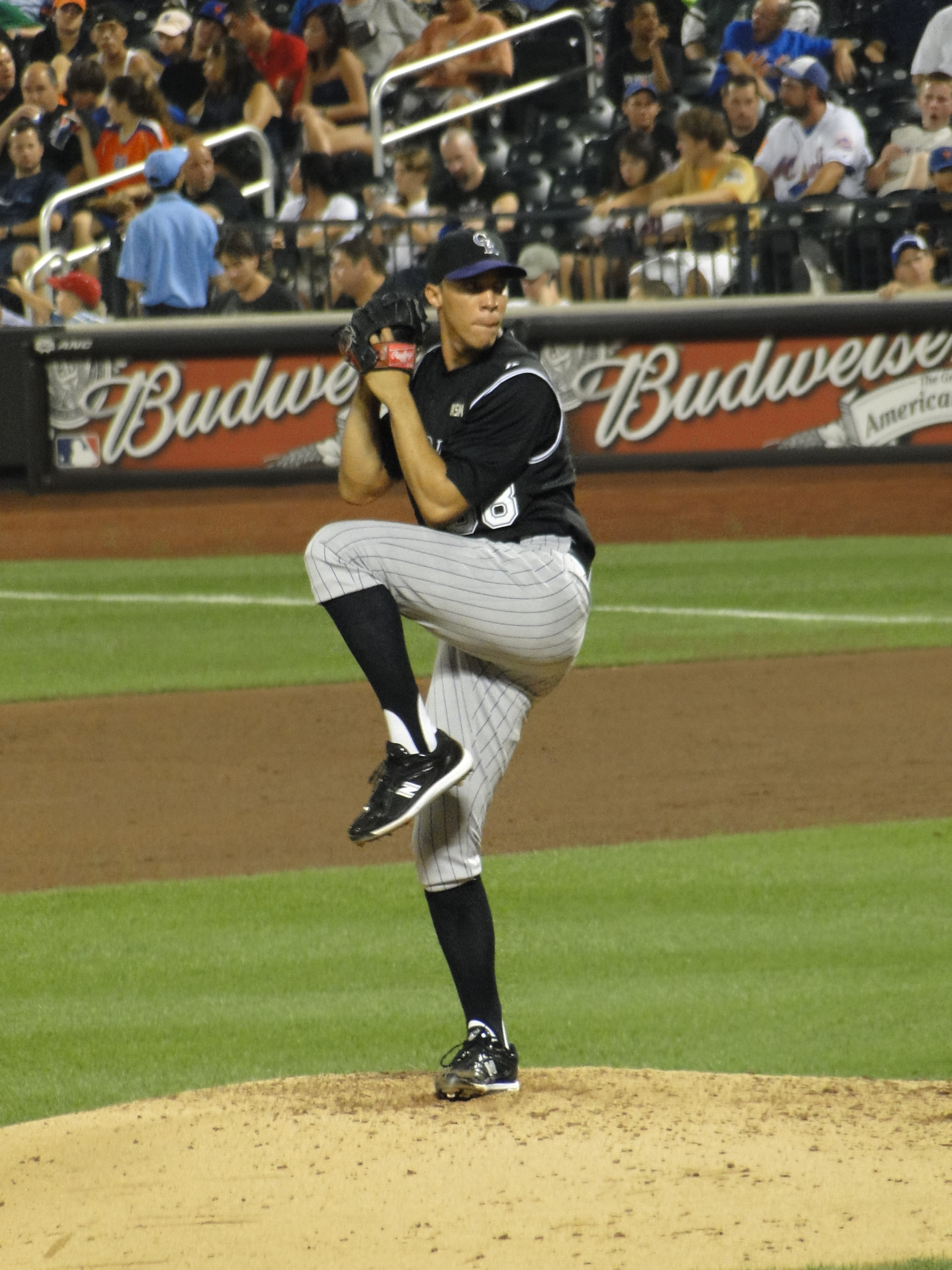
Jiménez en 2010

Jiménez lanzó el primer no-hitter en la historia de los Rockies de Colorado el 17 de abril de 2010, como parte de una victoria como visitantes 4-0 sobre los Bravos de Atlanta. Dio seis boletos, ponchando a siete, y tiró un récord personal con 128 lanzamientos (72 strikes). Se enfrentó a 31 bateadores en el juego. La recta de Jiménez llegó a 100 mph en tres ocasiones durante el juego, y un promedio de 96.8 mph.
Jiménez fue nombrado el Lanzador del Mes de la Liga Nacional en el mes de abril, convirtiéndose en el segundo lanzador en la historia de los Rockies en ganar un Lanzador del Mes. Jiménez fue sólo el segundo lanzador en la historia de Grandes Ligas en lanzar un juego sin hits y granjearse cinco victorias en el mes de abril. También estableció un récord de franquicia por períodos consecutivos de entradas en blanco (22 y un tercio) por un lanzador abridor (la racha se rompió finalmente el 3 de mayo después de 25 entradas y un tercio en blanco consecutivas). Poco tiempo después rompió la marca, al tener consecutivamente 33 entradas sin permitir anotaciones de mayo a junio, siendo un récord de la franquicia, no sólo para los lanzadores abridores, sino también para relevistas (Gabe White ya tenía el récord del equipo de 29 entradas consecutivas sin entradas). Jiménez se convirtió en el primer lanzador desde Jack Morris en 1986 en tener dos rachas de al menos 25 entradas sin permitir carreras consecutivas en una temporada. Fue nombrado nuevamente Lanzador del Mes de la Liga Nacional en el mes de mayo. Se convirtió en el primer lanzador en la historia de los Rockies en ganar el premio más de una vez y en el primer lanzador desde que Pedro Martínez en 1999 en ganar el premio en abril y mayo.
Jiménez fue el tercer lanzador en la historia de Grandes Ligas en ganar 11 de sus primeros 12 partidos y tener una efectividad por debajo de 1.00 (0.93). Tuvo la efectividad más baja (0.78) en la historia de la MLB a través de 11 salidas. En su única derrota, se fue de siete entradas, concedió dos hits y una carrera limpia en una derrota por 2-0 como visitante ante los Dodgers de Los Ángeles. El 4 de julio de 2010, Jiménez fue uno de los dos Rockies, junto con el campocorto Troy Tulowitzki, seleccionado para representar a la Liga Nacional en el Juego de Estrellas de 2010 en el Angel Stadium of Anaheim en Anaheim, California. Entró en el juego liderando a todos los lanzadores de Grandes Ligas con un récord de 15-1 y una efectividad de 2.20 (el 8 de julio). El 12 de julio de 2010, Jiménez fue nombrado el lanzador abridor de la Liga Nacional del Juego de Estrellas por encima de los aces de la Liga Nacional Tim Lincecum, Roy Halladay, y Adam Wainwright. En dos entradas en blanco tiró 25 lanzamientos, con dos hits, un ponche, un boleto, y tres corredores en base. Fue el primer Juego de Estrellas ganado por la Liga Nacional desde el año 1996 y la primera selección de Jiménez.

### Cleveland Indians (2011-2014)
El 31 de julio de 2011, Jiménez fue canjeado a los Indios de Cleveland a cambio de Alex White, Joe Gardner, Matt McBride y Drew Pomeranz.

### Baltimore Orioles (2014-)
En el 2014 Ubaldo firmó con Baltimore Orioles

## Scouting report
La recta de cuatro costuras de Jiménez se registra frecuentemente hasta 100 mph, a veces rozando los 101 mph, aunque su promedio de recta de cuatro costuras por lo general se registra entre 95 y 99 mph. Jiménez llega a tal velocidad con mucha frecuencia, de hecho, generalmente es el pitcher con los lanzamientos más difíciles del béisbol, habiendo promediado una de las mejores velocidades de las Grandes Ligas 96.1 mph durante las temporadas 2009 y 2010. Además, nadie lanzó más lanzamientos en 95 mph (1342) que Jiménez durante la temporada 2008.
La recta de dos costuras de Jiménez exhibe fuerte "cola" acción (moviéndose dentro de un bateador derecho y lejos de un bateador zurdo), así como una buena acción de hundimiento, aunque no siempre por diseño. La velocidad varía desde 93 hasta 95 millas por hora, aunque a veces llegando a 96-98 mph. En 2008, Jiménez publicó un muy alto porcentaje de rodados de 54.4%, un testimonio de la efectividad de este lanzamiento y haciendo de él un lanzador ideal para el Coors Field, un estadio conocido por hits de extra base.
Jiménez es conocido por lanzar una recta de dedos separados y ocasionalmente una bola de tenedor, desplazándose de manera engañosa en el rango de 86-91 mph.
El cambio de velocidad lanzado por Jiménez también presenta fuertes "hundimientos" de acción, tanto es así que los comentaristas de televisión no están familiarizados con Jiménez y a menudo tienen problemas para distinguir el cambio de velocidad de una recta de hundimiento o una recta de dedos separados. Jiménez modifica el lanzamiento utilizando tanto un cambio de velocidad en círculo y el tradicional cambio de velocidad dominante. Por lo general lanzadas entre 85-90 mph, el lanzamiento se sumerge abajo y lejos de los bateadores zurdos.
El slider de Jiménez es lanzado por lo general entre 85 a 87 mph mientras alcanza velocidades tan altas como 88 a 90 mph en algunas ocasiones. Este lanzamiento engaña a los bateadores con un inusualmente fuerte rompimiento y la utiliza con frecuencia como alternativa detrás de la recta de cuatro costuras. Los bateadores suelen confundir este lanzamiento con una recta (el promedio de las Grandes Ligas para una recta es de aproximadamente 91 millas por hora).
El último lanzamiento en el arsenal de Jiménez es una curva. Utilizada con poca frecuencia, es lanzada en cualquier velocidad entre 75-85 millas por hora y presenta un tradicional rompimiento "12/06".

## Premios y highlights de ligas menores
- N.º 24 de los Mejores Jugadores de Ligas Menores - MLN FAB50 Baseball 2006.[28]
- N.º 30 de los Mejores Jugadores de Ligas Menores - MLN FAB50 Baseball 2005.[29]
- N.º 32 de los Mejores Jugadores de Ligas Menores - MLN FAB50 Baseball 2004.[30]

## En la cultura popular
- Jiménez fue mencionado en uno de los episodios de la serie Almacén 13 titulado "Merge With Caution" como uno de los Rockies más fuertes.